# ليندسي ثورن
ليندسي ثورن هو مزارع الكروم وسياسي أسترالي، ولد في 7 يونيو 1891 في York, Western Australia ‏ في أستراليا، وتوفي في 13 يوليو 1971 في Bicton, Western Australia ‏ في أستراليا. نشط حزبياً في Western Australian National Party ‏. وقد انتخب عضو الجمعية التشريعية لأستراليا الغربية ‏.